# Box-office cinématographique en France occupée en 1943
Il n'est pas sûr qu'on utilise déjà l'anglicisme « box(-)office » dès cette époque, sous occupation non « anglo-saxonne » en tout cas, pour parler du classement des films aux entrées de spectateurs les plus nombreuses dans les salles de cinémas, mais cette année 1943 plusieurs films sortent en France dont une cinquantaine d'œuvres nationales.
La fréquentation demeure élevée malgré le contexte guerrier, on dénombre ainsi 304,5 millions de spectateurs en moyenne,.
En l'absence de cinéma américain voire d'autres cinématographies « alliées » ou « opposantes » aux régimes nazi, fasciste et de collaboration, également censurées pendant cette période, le cinéma français bénéficie d'une « prime »[réf. nécessaire] au point que les dix premières recettes sont toutes du pays.
La Fille du puisatier, de Marcel Pagnol avec Raimu et Fernandel, au tournage perturbé et au scénario adapté aux contextes de « drôle de guerre », « débâcle » et « exode » simultanés en mai-juin et l'été de 1940, ce film reste néanmoins un triomphe qui se poursuit depuis sa sortie en avril 1941.
Même s'il n'est pas le mieux classé, l'année 1943 est marquée aussi, par exemple, par le succès du film Les Visiteurs du soir, de Marcel Carné (et Jacques Prévert), avec Arletty et Alain Cuny, à la trame médiévale, film ayant reçu le « Grand prix du cinéma français » l'année précédente en 1942. 

## Champions
| Classement | Titre                        | Pays            | Réalisateur                     |
| ---------- | ---------------------------- | --------------- | ------------------------------- |
| 1.         | La Fille du puisatier        |                 | Marcel Pagnol                   |
| 2.         | Narcisse                     | Ayres d'Aguiar  |                                 |
| 3.         | Pontcarral, colonel d'Empire | Jean Delannoy   |                                 |
| 4.         | Les Inconnus dans la maison  | Henri Decoin    |                                 |
| 5.         | Le Comte de Monte-Cristo     |                 | Robert Vernay / Ferruccio Cerio |
| 6.         | L'Empreinte du dieu          |                 | Léonide Moguy                   |
| 7.         | Le Voile bleu                | Jean Stelli     |                                 |
| 8.         | Les Visiteurs du soir        | Marcel Carné    |                                 |
| 9.         | La Symphonie fantastique     | Christian-Jaque |                                 |
| 10.        | La Fausse Maîtresse          | André Cayatte   |                                 |